# 스파나코피타

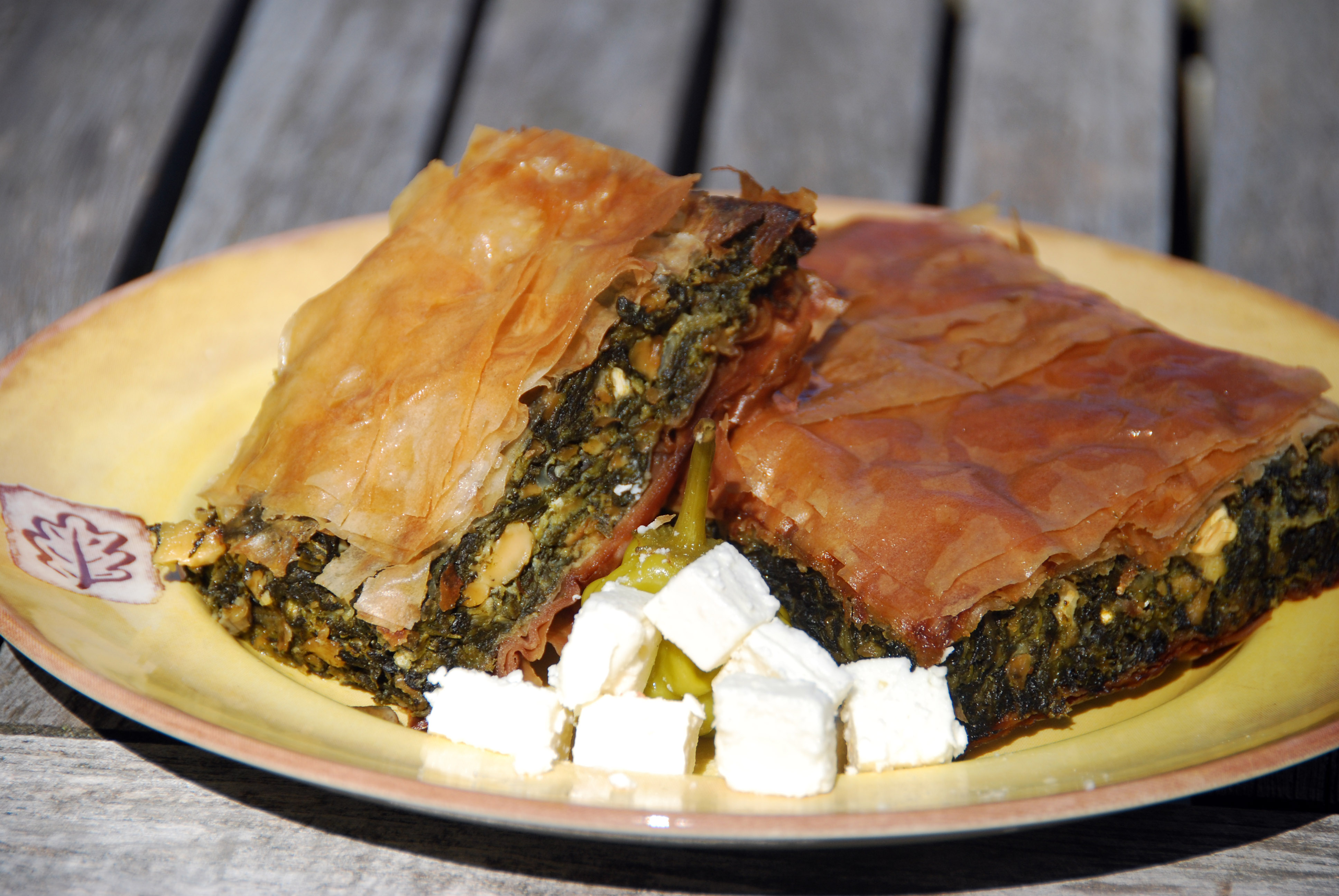
사각 페타치즈를 곁들인 스파나코피타

스파나코피타(그리스어: Σπανακόπιτα)는 시금치와 치즈, 달걀 등을 섞어 만든 그리스의 페이스트리이다.

## 같이 보기
- 뵈레크